# TOE1
TOE1 (англ. Target of EGR1, member 1 (nuclear)) – білок, який кодується однойменним геном, розташованим у людей на короткому плечі 1-ї хромосоми.  Довжина поліпептидного ланцюга білка становить 510 амінокислот, а молекулярна маса — 56 548.
| 10         |  | 20         |  | 30         |  | 40         |  | 50         |
| ---------- |  | ---------- |  | ---------- |  | ---------- |  | ---------- |
| MAADSDDGAV |  | SAPAASDGGV |  | SKSTTSGEEL |  | VVQVPVVDVQ |  | SNNFKEMWPS |
| LLLAIKTANF |  | VAVDTELSGL |  | GDRKSLLNQC |  | IEERYKAVCH |  | AARTRSILSL |
| GLACFKRQPD |  | KGEHSYLAQV |  | FNLTLLCMEE |  | YVIEPKSVQF |  | LIQHGFNFNQ |
| QYAQGIPYHK |  | GNDKGDESQS |  | QSVRTLFLEL |  | IRARRPLVLH |  | NGLIDLVFLY |
| QNFYAHLPES |  | LGTFTADLCE |  | MFPAGIYDTK |  | YAAEFHARFV |  | ASYLEYAFRK |
| CERENGKQRA |  | AGSPHLTLEF |  | CNYPSSMRDH |  | IDYRCCLPPA |  | THRPHPTSIC |
| DNFSAYGWCP |  | LGPQCPQSHD |  | IDLIIDTDEA |  | AAEDKRRRRR |  | RREKRKRALL |
| NLPGTQTSGE |  | AKDGPPKKQV |  | CGDSIKPEET |  | EQEVAADETR |  | NLPHSKQGNK |
| NDLEMGIKAA |  | RPEIADRATS |  | EVPGSQASPN |  | PVPGDGLHRA |  | GFDAFMTGYV |
| MAYVEVSQGP |  | QPCSSGPWLP |  | ECHNKVYLSG |  | KAVPLTVAKS |  | QFSRSSKAHN |
| QKMKLTWGSS |  |            |  |            |  |            |  |            |

A: Аланін

C: Цистеїн

D: Аспарагінова кислота

E: Глутамінова кислота

F: Фенілаланін

G: Гліцин

H: Гістидин

I: Ізолейцин

K: Лізин

L: Лейцин

M: Метіонін

N: Аспарагін

P: Пролін

Q: Глутамін

R: Аргінін

S: Серин

T: Треонін

V: Валін

W: Триптофан

Кодований геном білок за функцією належить до фосфопротеїнів. 
Задіяний у таких біологічних процесах як поліморфізм, ацетиляція, альтернативний сплайсинг. 
Білок має сайт для зв'язування з іонами металів, іоном цинку. 
Локалізований у ядрі.